# Josia dorsivitta
Josia dorsivitta är en fjärilsart som beskrevs av Walker 1854. Josia dorsivitta ingår i släktet Josia och familjen tandspinnare. Inga underarter finns listade i Catalogue of Life.

## Bildgalleri

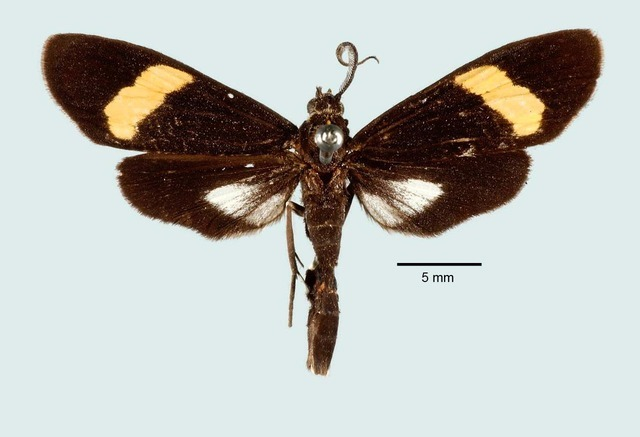
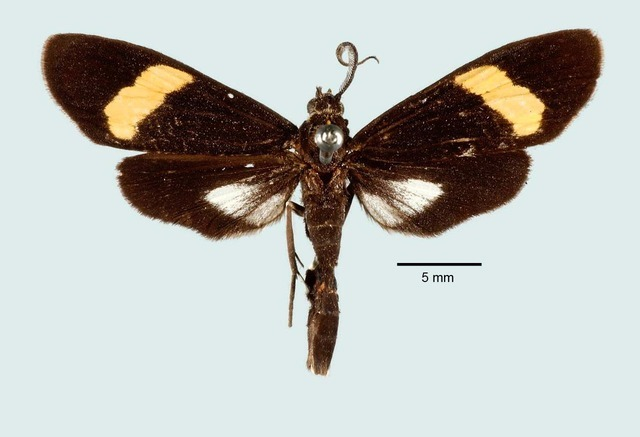